# Rhodospatha kraenzlinii
Rhodospatha kraenzlinii är en kallaväxtart som beskrevs av Luis Aloysius, Luigi Sodiro. Rhodospatha kraenzlinii ingår i släktet Rhodospatha och familjen kallaväxter.
Artens utbredningsområde är Ecuador. Inga underarter finns listade.